# Pas Rolle
El Pas Rolle és una collada de les Dolomites (Itàlia) situada a una altitud de 1.989 m. La carretera que passa el coll, que fou traçada entre el 1863 i el 1874, quan la zona encara es trobava en mans austríaques, enllaça les valls de Fiemme i Primiero.